# Wet op de inlichtingen- en veiligheidsdiensten 2017
De Wet op de inlichtingen- en veiligheidsdiensten 2017 (Wiv 2017), ook wel aangeduid als de "Sleepwet" of "Sleepnetwet", is een Nederlandse wet in formele zin die het wettelijke kader voor de Algemene Inlichtingen- en Veiligheidsdienst (AIVD) en Militaire Inlichtingen- en Veiligheidsdienst (MIVD) vormt. De wet regelt daarnaast de voorafgaande toetsing door de Toetsingscommissie Inzet Bevoegdheden (TIB) en het toezicht achteraf door de Commissie van Toezicht op de Inlichtingen- en Veiligheidsdiensten (CTIVD). Deze wet vervangt de Wet op de inlichtingen- en veiligheidsdiensten 2002 (Wiv 2002).
Aanvankelijk zou de Wiv 2017 per 1 januari 2018 in zijn geheel van kracht worden, maar omdat het langer duurde om kandidaten voor de nieuwe Toetsingscommissie Inzet Bevoegdheden (TIB) te vinden, werd de inwerkingtreding uitgesteld tot 1 mei 2018. De delen die nodig waren voor de werving van commissieleden en administratief personeel waarvoor een veiligheidsonderzoek vereist is traden al op 1 september 2017 in werking.
Voorafgaand aan de inwerkingtreding vond op 21 maart 2018 een raadgevend referendum over de Wiv 2017 plaats, waarna het kabinet op 6 april besloot om enkele kleine wijzigingen in de wet aan te brengen.

## Ontstaansgeschiedenis
Toen in 2012 de oude wet op de Wet op de inlichtingen- en veiligheidsdiensten tien jaar bestond, verzocht de Tweede Kamer om een evaluatie. Daartoe werd in februari 2013 de Commissie Dessens ingesteld die op 2 december van dat jaar haar verslag uitbracht. De commissie adviseerde om voortaan ook ongerichte interceptie van kabelgebonden internet- en telefonieverkeer toe te staan. Vanwege het toegenomen wantrouwen jegens de geheime diensten moest daartegenover wel een grotere mate van "sturing, toezicht en transparantie" komen te staan.

### Wetgevingsprocedure
De regering heeft het eerste ontwerp voor de nieuwe Wiv gepubliceerd op 2 juli 2015. Daarna kon gedurende twee maanden iedereen die dat wilde via een internetconsultatie een zienswijze over het ontwerp indienen. Dit leidde tot ruim 1100 veelal kritische reacties, waaronder van uiteenlopende bedrijven en organisaties als KPN, Tele2, MKB-Nederland, VNO-NCW en het College voor de Rechten van de Mens. Naar aanleiding van deze kritiek kwam de regering in april 2016 met een aangepast wetsontwerp, waarin een extra toetsingscommissie was opgenomen en de kosten voor interceptie niet meer op de providers worden afgewenteld.
Het ontwerp ging vervolgens naar de Raad van State, die op 21 september 2016 een tamelijk kritisch advies aan de regering uitbracht. Dit leidde opnieuw tot enkele kleine aanpassingen aan het wetsontwerp, dat eind oktober naar de Tweede Kamer werd gestuurd. De vaste Tweede Kamercommissie voor Binnenlandse Zaken hield een drietal hoorzittingen met betrokkenen en deskundigen en tijdens het plenaire debat op 7 februari werden ruim 30 amendementen ingediend, waarvan het overgrote deel door de regering ontraden en door een Kamermeerderheid afgewezen werd. Het wetsvoorstel werd uiteindelijk op 14 februari 2017 door de Tweede Kamer en op 11 juli 2017 door de Eerste Kamer aangenomen. De resultaten van beide stemmingen zijn hieronder weergegeven:
| Stemverhoudingen Wiv 2017 in de Eerste en Tweede Kamer | Stemverhoudingen Wiv 2017 in de Eerste en Tweede Kamer | Stemverhoudingen Wiv 2017 in de Eerste en Tweede Kamer |
| Partij                                                 | Tweede kamer (aantal zetels)                           | Eerste Kamer (aantal zetels)                           |
| ------------------------------------------------------ | ------------------------------------------------------ | ------------------------------------------------------ |
| VVD                                                    | Voor (40)                                              | Voor (13)                                              |
| PvdA                                                   | Voor (35)                                              | Voor (8)                                               |
| SP                                                     | Tegen (15)                                             | Tegen (9)                                              |
| CDA                                                    | Voor (13)                                              | Voor (12)                                              |
| PVV                                                    | Voor (12)                                              | Voor (9)                                               |
| D66                                                    | Tegen (12)                                             | Tegen (10)                                             |
| CU                                                     | Voor (5)                                               | Voor (3)                                               |
| GL                                                     | Tegen (4)                                              | Tegen (4)                                              |
| SGP                                                    | Voor (3)                                               | Voor (2)                                               |
| PvdD                                                   | Tegen (2)                                              | Tegen (2)                                              |
| 50PLUS                                                 | Voor (1)                                               | Voor (2)                                               |
| Groep Bontes/Van Klaveren                              | Voor (2)                                               | -                                                      |
| Van Vliet                                              | Voor (1)                                               | -                                                      |
| Klein                                                  | Tegen (2)                                              | -                                                      |
| Houwers                                                | Voor (1)                                               | -                                                      |
| Monasch                                                | Voor (1)                                               | -                                                      |
| OSF                                                    | -                                                      | Voor (1)                                               |
| Voor:                                                  | 115 (77%)                                              | 50 (67%)                                               |

### Raadgevend referendum

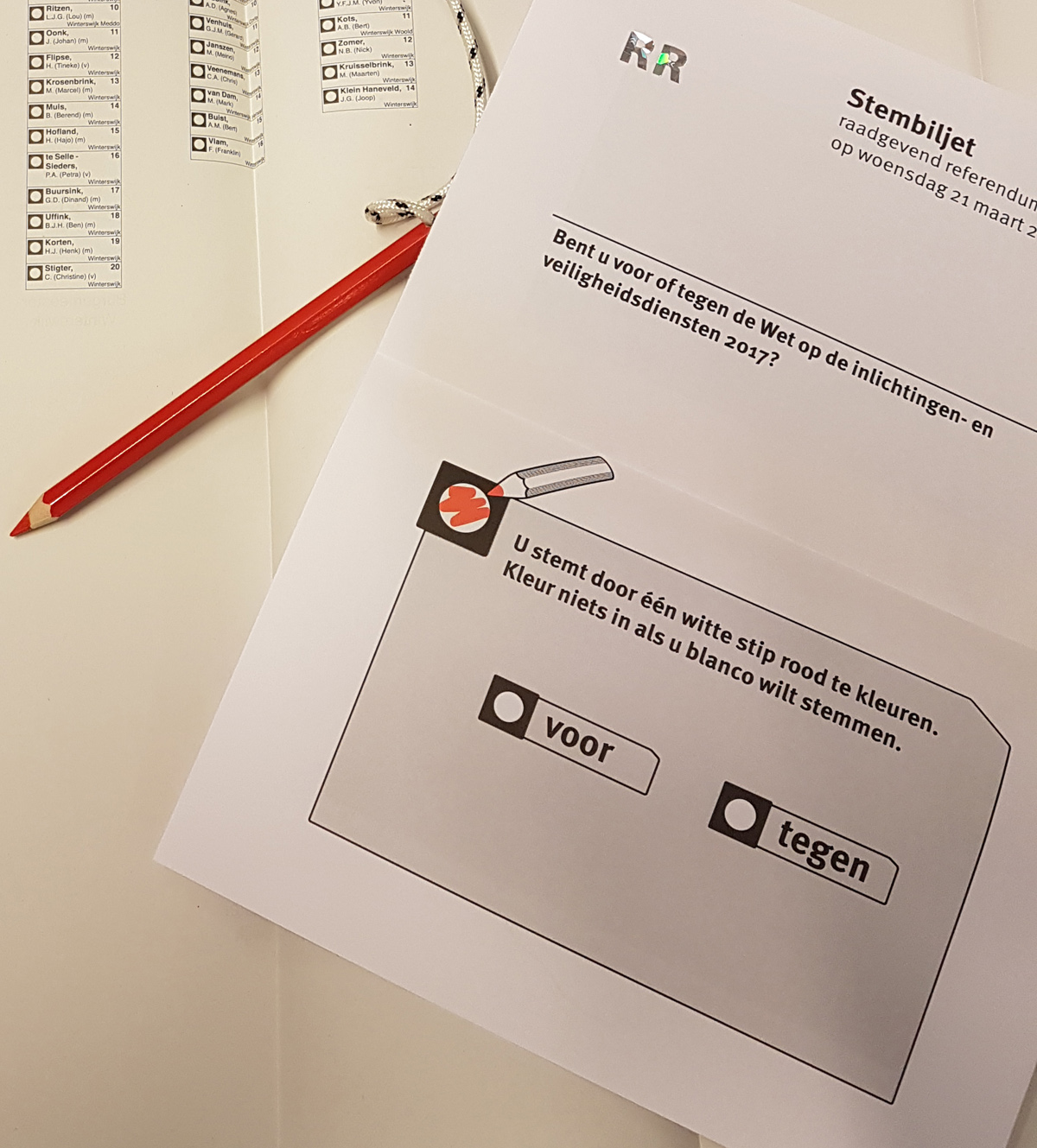
Stembiljet voor het referendum over de Wiv2017

De wet was referendabel, onder de Wet raadgevend referendum. Een vijftal bètastudenten van de Universiteit van Amsterdam zette als reactie op de wet een website op om verzoeken te verzamelen voor een raadgevend referendum over de wet. In de inleidende fase werden voldoende verzoeken verzameld (meer dan 10.000) om vervolgens een campagne te beginnen voor het verzamelen van minstens 300.000 definitieve verzoeken.
Tijdens de periode waarin referendum-verzoeken konden worden ingediend lieten onder andere burgerrechtenbewegingen Bits of Freedom, Privacy First en Amnesty International weten tegen deze wet te zijn. Amnesty Nederland geeft op haar website de volgende kritiekpunten op de wet:
- Er kan van iedereen communicatie worden afgetapt, ook van niet-verdachte burgers of van een buurt waarin een verdacht persoon vermeend wordt te verblijven.
- De geheime diensten krijgen toestemming om in te breken op telefoon, computers, televisies en andere apparaten.
- Verzamelde gegevens mogen zonder analyse doorgestuurd worden naar inlichtingendiensten van buitenlandse regimes.

Volgens de beheerders van de campagnewebsite was op 9 oktober 2017 het vereiste aantal van 300.000 verzoeken binnengekomen. In totaal werd het verzoekschrift door 407.582 personen ondertekend en deze handtekeningen werden op 16 oktober aan de Kiesraad aangeboden. Deze liet op 1 november 2017 weten dat er zo'n 384.000 geldige verzoeken waren ingediend en het referendum dus doorgang kon vinden. Het referendum werd tegelijk met de gemeenteraadsverkiezingen op 21 maart 2018 gehouden.

### Resultaat van het referendum

Uitslag van het referendum over de Wiv per gemeente

Met een opkomstpercentage van 51,54% werd de kiesdrempel van 30% ruim gehaald. Van de uitgebrachte stemmen was 46,53% voor invoering van de Wiv 2017, 49,44% tegen en stemde 4,03% blanco. Het kabinet werd daardoor verplicht om de wet te heroverwegen en kondigde op 6 april de volgende aanpassingen aan:
- In de wet zal worden opgenomen dat de bijzondere bevoegdheden, waaronder ongerichte interceptie, zo gericht mogelijk moeten plaatsvinden
- Het delen van data uit ongerichte kabelinterceptie met buitenlandse diensten mag alleen voor landen waarvoor een zogeheten wegingsnotitie is opgesteld. Voor het uitzetten van die wegingsnotitie was eerst twee jaar uitgetrokken, nu dient die al in 2018 te zijn afgerond. Zonder afgeronde wegingsnotitie wordt geen ongeëvalueerde informatie gedeeld. Toezichthouder CTIVD wordt gevraagd hierop toe te zien en te rapporteren aan de Tweede Kamer.
- Voor het bewaren van gegevens die via ongerichte toegang tot de kabel zijn verkregen moet jaarlijks toestemming worden gevraagd aan de minister. De maximale bewaartermijn blijft drie jaar.
- Wanneer de diensten medische gegevens aantreffen die niet mogen worden ingezien, moeten deze direct vernietigd worden
- Gegevens over journalisten zullen niet worden gedeeld met buitenlandse diensten, tenzij dat noodzakelijk is voor de nationale veiligheid

De twee eerstgenoemde aanpassingen zullen in de Wiv 2017 worden opgenomen, de overige drie in beleidsregels. Totaan de aanpassing van de wet werden alle voorgenomen aanpassingen voorlopig vastgelegd in beleidsregels die per 1 mei 2018 van kracht zijn.

### Wijziging van de wet
Op 23 juli 2018 kwam de regering met een conceptvoorstel tot wijziging van de Wiv 2017.

## Wijzigingen ten opzichte van de Wiv 2002
Onder de Wiv 2002 is het de inlichtingendiensten alleen toegestaan om communicatie via de ether (radio- en satellietverkeer) ongericht te onderscheppen. Onder de Wiv 2017 worden de AIVD en MIVD ook bevoegd tot 'ongerichte interceptie van kabelgebonden telecommunicatie'. De inzet van onderzoeksbevoegdheden jegens advocaten en journalisten wordt onderworpen aan voorafgaande toestemming van de rechtbank Den Haag.
Om het recht op privacy van burgers te waarborgen wordt de controle op de inlichtingendiensten aangescherpt. Zo komt er een Toetsingscommissie Inzet Bevoegdheden (TIB), die de toestemming van de minister tot het toepassen van onder meer ongerichte kabelinterceptie en telefoontaps en het hacken van computers aan een voorafgaande, bindende toetsing onderwerpt.
Ook kan onder de Wiv 2017 bij de Commissie van Toezicht op de Inlichtingen- en Veiligheidsdiensten (CTIVD) geklaagd worden over het optreden van de betrokken ministers, de AIVD, de MIVD en de coördinator van de inlichtingen- en veiligheidsdiensten. De Commissie wordt daartoe onderverdeeld in een afdeling toezicht en een afdeling klachtbehandeling.

## Coördinatie en geïntegreerde aanwijzing
Art. 3 van de wet bepaalt dat de ministers van Binnenlandse Zaken en van Defensie regelmatig overleggen over hun beleid met betrekking tot de AIVD, resp. de MIVD. Dit overleg wordt conform art. 4 voorbereid door de Coördinator Inlichtingen- en Veiligheidsdiensten. Deze functie wordt vanouds vervuld door de secretaris-generaal van het ministerie van Algemene Zaken en beschikt over een eigen secretariaat.
De coördinator fungeert tevens als voorzitter van de Commissie Veiligheids- en Inlichtingendiensten Nederland (CVIN), die volgens art. 5 bestaat uit vertegenwoordigers van de ministeries van Algemene Zaken, Binnenlandse Zaken en Koninkrijksrelaties, Defensie, Buitenlandse Zaken en Veiligheid en Justitie. De CVIN heeft als taak het bepalen van de behoefte aan inlichtingen, de prioriteit en de dekkingsgraad daarvan. Dit ter voorbereiding van de Geïntegreerde Aanwijzing (GA). Dat staatsgeheime stuk wordt voor een periode van 4 jaar vastgesteld door de betrokken ministers die vergaderen in de Raad voor Veiligheid en Inlichtingen (RVI), een onderraad van de ministerraad.
Onder de oude wet had een dergelijke aanwijzing alleen betrekking op het verzamelen van inlichtingen uit en over het buitenland, maar onder de Wiv 2017 geldt deze ook voor de binnenlandse veiligheidstaak. Hierdoor krijgen de zogeheten behoeftestellers (de eerdergenoemde ministeries) een grotere invloed op waar met name de AIVD zich op focust, wat de dienst voorheen zelfstandig op basis van zijn wettelijke taakstelling bepaalde. De nieuwe GA kan aldus het risico van politiek gewenste inlichtingen in zich bergen.

## Taken van de diensten

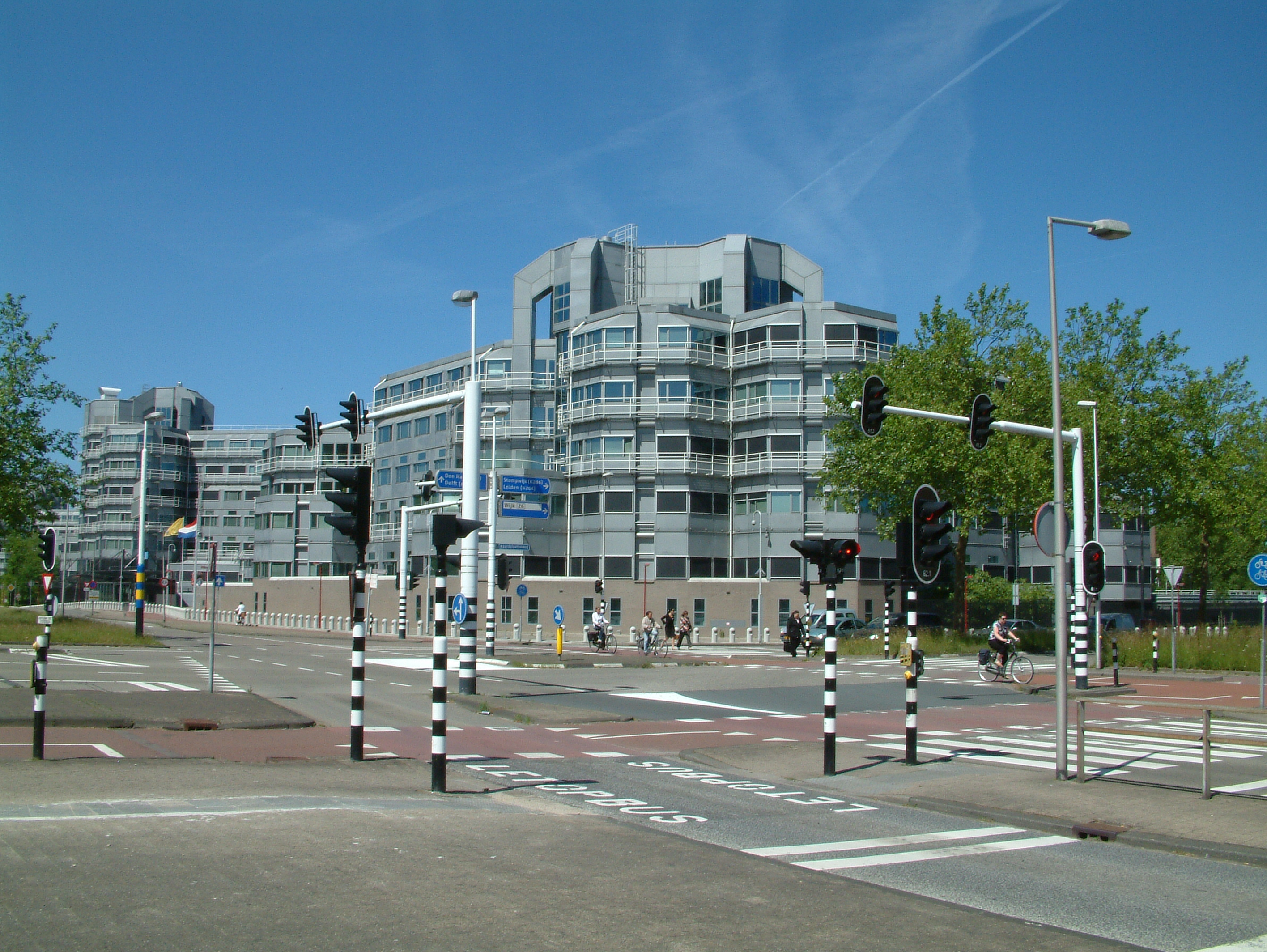
Hoofdkantoor van de AIVD in Zoetermeer

### AIVD
Voor de Algemene Inlichtingen- en Veiligheidsdienst noemt de wet de volgende taken, die ook wel worden aangeduid met de letter waaronder ze in artikel 8 lid 2 genoemd worden:
- A-taak: Het verrichten van onderzoek naar organisaties en personen die aanleiding geven tot het ernstige vermoeden dat zij een gevaar vormen voor de democratische rechtsorde, de veiligheid van de staat of voor andere gewichtige belangen van de staat;
- B-taak: Het verrichten van veiligheidsonderzoeken naar kandidaten voor vertrouwensfuncties (deze taak is apart uitgewerkt in de Wet veiligheidsonderzoeken);
- C-taak: Het bevorderen van veiligheidsmaatregelen, waaronder die voor onderdelen van overheid en bedrijfsleven die van vitaal belang zijn voor de instandhouding van het maatschappelijk leven;
- D-taak: Het verrichten van onderzoek naar andere landen ten aanzien van onderwerpen die door de minister-president, de minister van Binnenlandse Zaken en Koninkrijksrelaties en de minister van Defensie gezamenlijk zijn aangewezen.
- E-taak: Dreigings- en risico-analyses opstellen met betrekking tot personen, zaken en plaatsen van het rijk.

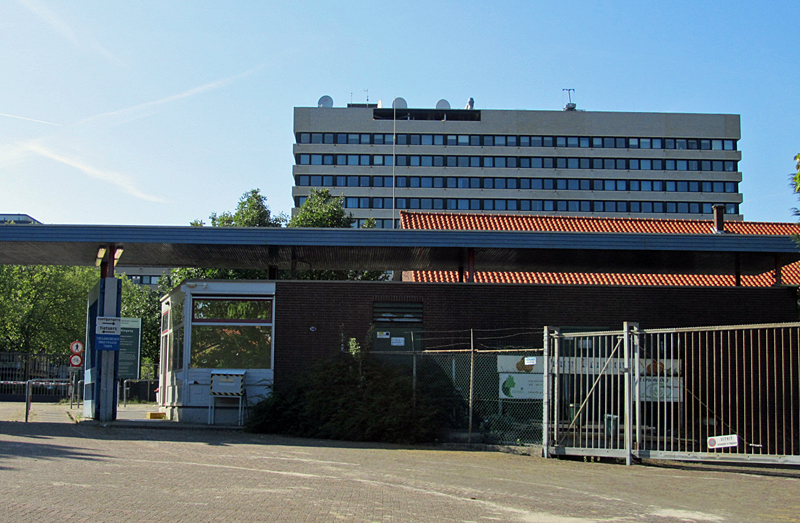
Hoofdkantoor van de MIVD in Den Haag

### MIVD
Voor de Militaire Inlichtingen- en Veiligheidsdienst noemt de wet de volgende taken, die ook wel worden aangeduid met de letter waaronder zij in artikel 10 lid 2 worden opgesomd:
- A-taak: Inlichtingen verzamelen over het militaire potentieel van andere landen, om de Nederlandse krijgsmacht beter te kunnen inrichten en benutten.
- B-taak: Veiligheidsonderzoeken doen naar kandidaten voor vertrouwensfuncties bij Defensie en toeleveranciers van Defensie.
- C-taak: Informatie verzamelen ter preventie van activiteiten die de veiligheid of de paraatheid van de krijgsmacht schaden (ook wel aangeduid als de veiligheids- of contra-inlichtingentaak).
- D-taak: Maatregelen nemen om de veiligheid en de paraatheid van de krijgsmacht te beschermen, waaronder de beveiliging van geheime militaire informatie.
- E-taak: Het doen van onderzoek betreffende andere landen en thema's die door de regering zijn aangewezen. Het gaat daarbij om onderwerpen met een militaire relevantie of over gebieden waar het Nederlandse leger als vredesmacht wordt ingezet, dan wel ingezet zou kunnen worden.
- F-taak: Dreigingsanalyses opstellen met betrekking tot personen, zaken en plaatsen die van militair belang zijn.

## Bijzondere bevoegdheden
Voor het uitvoeren van bovengenoemde taken kent de Wiv aan zowel de AIVD als de MIVD een reeks van bijzondere bevoegdheden toe. Deze zijn vergelijkbaar met de bijzondere opsporingsbevoegdheden van de politie. De uitoefening van deze bijzondere bevoegdheden is alleen geoorloofd als de benodigde informatie niet of niet tijdig via openbare bronnen verzameld kan worden.
De bijzondere bevoegdheden worden in de artikelen 40 t/m 58 van de wet limitatief opgesomd:
- Het observeren en volgen van personen, al dan niet met behulp van apparatuur (art. 40)
- Het inzetten van agenten om, al dan niet onder een dekmantel, gericht informatie over personen en organisaties te verzamelen (art. 41)
- Het doorzoeken van besloten plaatsen en gesloten voorwerpen, al dan niet met behulp van technische hulpmiddelen (art. 42)
- Het verrichten van DNA-onderzoek om de identiteit van personen vast te stellen of te verifiëren. Het celmateriaal moet uiterlijk 3 maanden na het onderzoek vernietigd worden, de hieruit afgeleide DNA-profielen mogen maximaal 5 jaar bewaard worden, waarna verlenging met telkens 5 jaar mogelijk is (art. 43)
- Het heimelijk openen van brieven en andere postzendingen, maar alleen na verkregen toestemming van de rechtbank Den Haag (art. 44)
- Het binnendringen in een "geautomatiseerd werk", al dan niet met behulp van technische hulpmiddelen, valse signalen, valse sleutels of valse hoedanigheid, over het algemeen aangeduid als hacken, wat ook mag plaatsvinden via computersystemen van een derde (art. 45)
- Het gericht aftappen, ontvangen, opnemen en afluisteren van elke vorm van gesprek of elektronische communicatie, onder meer door middel van een telefoon- of internettap (art. 47)
- Het ongericht onderscheppen van elektronische communicatie, het aansluitend vaststellen van de aard daarvan, het vaststellen of verifiëren van de daarbij betrokken personen of organisaties, en ten slotte op de metadata geautomatiseerde data-analyse toepassen en de inhoudsdata gericht selecteren ter nadere analyse (artt. 48-50). De wet noemt deze bevoegdheid "onderzoeksopdrachtgericht onderzoek", tegenstanders spreken van een "sleepnet".
- Het bij aanbieders van communicatiediensten opvragen van gegevens die nodig zijn voor de gerichte en ongerichte interceptie en hun medewerking bij de uitvoering daarvan verlangen (artt. 52-53)
- Het bij aanbieders van communicatiediensten opvragen van gegevens over bij deze dienst opgeslagen communicatie van een bepaalde gebruiker (art. 54)
- Het bij aanbieders van communicatiediensten opvragen van gegevens over het communicatieverkeer van een bepaalde gebruiker op of rond het tijdstip van het verzoek (art. 55)
- Het bij aanbieders van communicatiediensten opvragen van naam, adres en nummers van de gebruikers van hun diensten. Dit gebeurt via het Centraal Informatiepunt Onderzoek Telecommunicatie (CIOT), dat als doorgeefluik voor de betreffende gegevens van telecom- en internetaanbieders fungeert[29] (art. 56)
- Verlangen dat ten behoeve van de gerichte of de ongerichte interceptie wordt meegewerkt aan het ongedaan maken van eventueel aanwezige versleuteling (art. 57)
- Toegang tot alle plaatsen die voor medewerkers van de diensten nodig zijn voor het uitoefenen van hun taken en bevoegdheden (art. 58)

Al deze bevoegdheden mogen volgens art. 26 en 28 alleen worden ingezet als sprake is van:
- Noodzakelijkheid (de methode is nodig voor de inlichtingen- of veiligheidstaak)
- Proportionaliteit (de middelen staan in verhouding tot het te bereiken doel)
- Subsidiariteit (het doel kan niet met minder zware middelen bereikt worden)
- Een zo gericht als mogelijke toepassing (die de minste niet-betrokkenen raakt)[30][31]

Wanneer jegens iemand de bijzondere bevoegdheden van art. 44 (heimelijk openen van brieven), art. 47 (gerichte taps) of art. 58 (heimelijke toegang tot woningen) zijn ingezet, moet na 5 jaar worden gekeken of die persoon daarvan schriftelijk op de hoogte kan worden gebracht, voor zover hiermee geen zwaarwegende belangen van de diensten of van andere landen geschaad worden. Dit staat bekend als de notificatieplicht (art. 59).
De bevoegdheid om agenten in te zetten kan ook in de vorm van zogeheten virtuele agenten. Dat zijn eigen medewerkers of buitenstaanders die in opdracht van de AIVD of de MIVD online informatie verzamelen, bijvoorbeeld op social media of al dan niet illegale online handelsplaatsen. De Landelijk Officier van Justitie en Terrorismebestrijding (LOvJ) kan ook dergelijke virtuele agenten toestemming geven om strafbare feiten te plegen.
De ambtenaren van de AIVD en de MIVD dragen geen wapens en zijn geen opsporingsambtenaar, zodat ze geen mensen mogen arresteren. Dat is een taak van de politie, die daarbij eventueel wel gebruik kan maken van informatie die de AIVD heeft doorgegeven.

## Targets, non-targets en derden
Bijzondere bevoegdheden, zoals afluisteren en hacken, mogen volgens de wet ingezet worden voor de goede uitvoering van de taken van de diensten. Dit houdt in dat deze bevoegdheden niet alleen toegepast kunnen worden op targets waarvan vermoed wordt dat ze de te beschermen belangen zouden kunnen schaden, maar ook op non-targets or derden die over relevante informatie (kunnen) beschikken, of toegang daartoe mogelijk zouden kunnen maken.

### Non-targets
De wet laat zich niet expliciet uit over non-targets. De CTIVD schreef over non-targets het volgende in sectie 4.3 van haar toezichtsrapport 53 "Over de inzet van de hackbevoegdheid door de AIVD en MIVD in 2015": 
"Non-targets zijn doorgaans personen uit de (directe) omgeving van een target. Daarbij kan het bijvoorbeeld gaan om familieleden, vrienden of kennissen. Zij zijn dus zelf niet in onderzoek bij de diensten, maar de inzet is wel op hen gericht. Uit hun communicatie, informatiepositie of handelingen wordt geprobeerd informatie over het target te krijgen (bijvoorbeeld over de verblijfplaats van het target)."
In dit rapport schrijft de CTIVD ook dat voor inzet op non-targets een verzwaarde proportionaliteitstoets geldt, en dat er een waarborg moet worden gegeven dat de gegevens van het non-target alleen verwerkt zullen worden voor zover ze inzicht geven in een daadwerkelijk anders niet te bereiken target.

### Derden
De wet spreekt bij de hackbevoegdheid expliciet over het hacken van een "derde" om zo toegang te krijgen tot een target.  De CTIVD definieert dit in sectie 4.8 van rapport 53 als volgt:
"Derden zijn anders dan non-targets geen doel van een operatie, maar een middel om bij het target te komen.  De inzet van de hackbevoegdheid is niet op hen gericht.  Gelijk aan de (toelichting op) de Wiv 2017 worden derden gedefinieerd als technisch gerelateerde partijen wier geautomatiseerde werken worden gebruikt om binnen te kunnen dringen in het geautomatiseerd werk van het target.  Zo kunnen de diensten gebruik maken van het geautomatiseerde werk van een derde als stepping stone om via deze bij het geautomatiseerde werk van het target te komen, bijvoorbeeld via een netwerkverbinding tussen beide geautomatiseerde werken."
Daarnaast noemt de CTIVD de mogelijkheid om bij een derde een naam/wachtwoord buit te maken, zodat toegang gekregen kan worden tot de gegevens van het daadwerkelijke target.
Volgens de CTIVD mag een derde alleen gehackt worden indien er geen enkele andere reële mogelijkheid is om toegang te krijgen tot het geautomatiseerd werk van het target.
Ook de meer recente memorie van toelichting op de Wiv 2017 spreekt uitgebreid over het hacken van een derde in sectie 3.3.4.4.6 "Verkennen van en binnendringen in geautomatiseerde werken".

## Technische risico's
Naast de toets op noodzaak, proportionaliteit, subsidiariteit en "zo gericht als mogelijk" wordt de inzet van de hackbevoegdheid in artikel 45 ook beoordeeld op basis van de geschetste technische risico's (artikel 45, lid 4, onder a). Hierbij moet gedacht worden aan de kans dat de hack een mogelijk maatschappelijk belangrijke dienst, zoals een telefoonbedrijf, buiten werking zou kunnen stellen. Ook is het mogelijk dat een hack de beveiliging van een stuk software of een dienst verzwakt, waardoor derden binnen zouden kunnen dringen, of van de kwetsbaarheid zouden kunnen leren om andere gebruikers van dezelfde software vervolgens te hacken.
Een relatief actueel voorbeeld van een technisch risico is de, naar verluidt, door de Amerikaanse NSA verzwakte & gepromote random generator Dual_EC_DRBG. Na aandrang en vergoedingen werd deze random generator ingezet door leveranciers van encryptieoplossingen. De NSA zou door geheime kennis over deze verzwakte random generator in staat zijn verkeer te ontsleutelen. Naar verluidt  is deze verzwakte random generator vervolgens door derden gemodificeerd zodat in plaats van de NSA, deze derde (vermoedelijk Chinese groep) profijt had van de kwetsbaarheid.
Ook de lek van NSA zero days en hacktechnieken in 2016 door de The Shadow Brokers is een voorbeeld van een technisch risico in de zin van de Wiv.

De memorie van toelichting op de Wiv erkent het belang van technische risico's:
"In het verzoek tot toestemming tot het binnendringen in het geautomatiseerde werk van de derde wordt reeds een uitgebreide omschrijving van de technische risico’s verbonden aan de uitoefening van de desbetreffende bevoegdheid gegeven. Indien deze risico’s nopen tot het afzien van de inzet van de bevoegdheid ten aanzien van deze derde, zal geen toestemming worden verleend." 

## Geautomatiseerde data-analyse (GDA)
Krachtens artikel 60 van de wet zijn de diensten bevoegd eigen databestanden, inclusief metadata verworven door grootschalige kabel- en etherinterceptie, op geautomatiseerde wijze te doorzoeken en analyseren. Hierbij kan zowel eigen als extern ingewonnen of geraadpleegde data betrokken worden. Het artikel is breed opgesteld en geeft de diensten de mogelijkheid alle vormen van geautomatiseerde data-analyse toe te passen, waarbij niet limitatief enkele voorbeelden genoemd worden. Hierbij moet het mogelijk zijn dat gegevens "in ieder geval":
1. op geautomatiseerde wijze onderling met elkaar worden vergeleken, dan wel in combinatie met elkaar worden vergeleken,
2. worden doorzocht aan de hand van profielen, en
3. worden vergeleken met het oog op het opsporen van bepaalde patronen.

De memorie van toelichting bespreekt artikel 60 in de context van "big data", machinaal leren ("machine learning") en algoritmes. Om de diensten ruimte te geven is de inzet van deze bevoegdheid niet onderworpen aan ministeriële toestemming, behalve voor zover het gaat om het betrekken van metadata verkregen uit kabel- of etherinterceptie (OOG). In het laatste geval dient ook de TIB dit besluit te beoordelen op rechtmatigheid.
De bijzondere positie van metadata verkregen uit OOG-interceptie moet bezien worden in het licht van artikelen 49 en 50 die streng getoetst toegang geven tot geïntercepteerde data. Als artikel 60 ongetoetst toegang zou geven tot deze zelfde (meta-)data zou dit een hiaat in de toetsing betekenen, omdat er vrijwel geen beperkingen zijn aan wat geautomatiseerde data-analyse inhoudt.
Vanwege de maatschappelijke onrust ook al in 2017 over algoritmes, "bias" en big data meldt de Memorie van Toelichting in hoofdstuk 3.5 dat de CTIVD extra toezicht zal houden op de toepassing van algoritmes. Tevens is een paragraaf opgenomen dat de uitkomst van GDA nooit zelfstandig (zonder nader onderzoek) mag leiden tot "handelingen ten aanzien van een persoon".

## Onderzoeksopdrachtgericht onderzoek
Onderzoeksopdrachtgericht onderzoek, voorheen bekend als "ongerichte interceptie", is een van de meest ingrijpende alsook complexe bijzondere bevoegdheden in de Wiv. Artikel 48 maakt het mogelijk communicatie in bulk over te nemen (af te luisteren), ongeacht of deze communicatie kabelgebonden is of over de ether gaat (radio, satelliet). De zo verkregen gegevens mogen opgenomen en bewaard worden, maar nog niet betrokken worden in het inlichtingenproces. Middels artikel 50 mogen berichten van bepaalde personen, organisaties of over specifieke onderwerpen geselecteerd worden voor gebruik in onderzoeken.
Het selecteren vindt plaats aan de hand van technische kenmerken of trefwoorden. Middels artikel 49 kunnen specifiek aangewezen medewerkers van de diensten de opgenomen (maar nog niet geselecteerde) data onderzoeken om zo technische kenmerken of trefwoorden vast te stellen.
Ook is het mogelijk om uitsluitend de metadata (niet zijnde de inhoud) van de opgenomen maar nog ongeselecteerde gegevens middels geautomatiseerde data-analyse (artikel 60) te onderzoeken. Deze laatste bevoegdheid omvat de mogelijkheid te zoeken op basis van profielen, or worden vergeleken met het oog op het opsporen van patronen.

## Toegang tot databases
Op basis van artikel 39 mogen AIVD en MIVD bij bestuursorganen, ambtenaren en ieder ander (die dan als informant wordt aangemerkt) gegevens opvragen die nodig zijn voor het uitvoeren van hun taak. Dit kan onder meer inhouden dat volledige databases worden overhandigd, dan wel dat de diensten "rechtstreeks geautomatiseerde toegang" tot dergelijke gegevensbestanden krijgen. Het gaat hier om informatie die vrijwillig aan de diensten verstrekt wordt en is dus geen bijzondere bevoegdheid, zodat hiervoor geen toestemming van de minister vereist is.
De rechtstreekse geautomatiseerde toegang tot databestanden geschiedt volgens de memorie van toelichting (MvT) op basis van een zogeheten "hit/no hit-systeem", dat wil zeggen dat alleen als een gezochte term overeenkomt met een term in de betreffende database (een 'hit' of 'treffer'), de gegevens voor de geheime dienst beschikbaar komen.
Op gegevens uit openbare bronnen, uit de eigen databases, uit databases die derden verstrekt hebben en uit databases waartoe directe geautomatiseerde toegang is, mogen de geheime diensten data-analyse toepassen. Dit houdt in dat gegevens uit deze databases met elkaar mogen worden vergeleken, mogen worden doorzocht met behulp van profielen en mogen worden vergeleken om bepaalde patronen op te sporen.
Volgens de MvT was het aanvankelijk de bedoeling dat er geen maatregelen tegen personen mochten worden genomen, louter op basis van profilering, maar uiteindelijk is in lid 3 van art. 60 bepaald dat op de uitkomst van alle vormen van data-analyse een menselijke afweging en interpretatie toegepast dient te worden.

## Bewaartermijnen
Gegevens die middels een van de bijzondere bevoegdheden verkregen zijn, moeten op grond van art. 27 zo spoedig mogelijk op hun relevantie onderzocht worden en zodra die relevantie niet meer aanwezig is, terstond worden vernietigd. Voor het overige gelden de volgende bewaartermijnen:
- De meeste gegevens die de diensten verzamelen op basis van de Wiv en die gedurende 1 jaar (te verlengen tot 1,5 jaar) niet worden gebruikt, moeten worden vernietigd.
- Communicatie tussen een advocaat en cliënt moet meteen worden vernietigd (tenzij voor de verzameling toestemming van de rechtbank is verkregen)
- Gegevens verkregen met een "onderzoeksopdrachtgericht onderzoek" (ongericht verzamelen) moeten na maximaal drie jaar worden verwijderd, behalve het gedeelte dat inmiddels voor nader onderzoek is gebruikt. In de ministeriële beleidsregels werd bepaald dat na 1 jaar toestemming moet worden gevraagd om dergelijke data opnieuw een jaar te mogen bewaren.[39]
- Materiaal dat DNA bevat dat gedurende 3 maanden (te verlengen tot 6 maanden) niet is getest, moet worden vernietigd.

Op basis van art. 76 kunnen burgers een verzoek indienen ter inzage van de persoonsgegevens die de diensten over hen hebben verwerkt. Art. 80 geeft dit recht ook voor niet-persoonsgegevens over een bepaalde bestuurlijke zaak. De regels voor het aanvragen, toekennen en weigeren van dergelijke inzageverzoeken staan uitgewerkt in hoofdstuk 5 van de wet (artt. 74 t/m 85).

#### Conflict relevantiebepaling
Uiterlijk anderhalf jaar na verwerving dient een bulkdataset beoordeeld te worden op relevantie. Volgens de Commissie van Toezicht (CTIVD) kan een dergelijke relevantiebepaling niet integraal plaatsvinden op het niveau van een dataset als geheel. In 2020 heeft de CTIVD de relevantiebepaling van twee datasets beoordeeld als onrechtmatig en opgeroepen tot vernietiging. In een kamerbrief lieten ministers Ollongren en Bijleveld weten deze aanbeveling niet op te volgen. Wel erkenden zij het belang van een betere relevantiebepaling, wat heeft geleid tot het publiceren van de Tijdelijke regeling verdere verwerking bulkdatasets Wiv 2017.

## Gegevensverstrekking en samenwerking
In de laatste paragraaf van hoofdstuk 3 (artt. 62 t/m 70) regelt de Wiv 2017 het verstrekken van door AIVD en MIVD verwerkte gegevens. Op basis van art. 62 mogen de diensten gegevens doorgeven aan hun minister, aan bestuursorganen en andere instanties en personen, alsmede aan buitenlandse inlichtingen- en veiligheidsdiensten waar mee wordt samengewerkt. De regels voor zowel binnenlandse als buitenlandse samenwerking staan in hoofdstuk 6 van de wet (artt. 86 t/m 96).
Bij alle gegevens die verstrekt worden, kunnen de diensten de voorwaarde stellen dat deze niet aan derden mogen worden doorgegeven (art. 65). Internationaal staat dit bekend als de third party rule.

### Binnenlands
Samenwerking tussen AIVD en MIVD wordt geregeld in de artikelen 86 en 87. Voor de uitvoering van onder meer hackoperaties en van gerichte en ongerichte interceptie werken beide diensten sinds 2014 samen in de Joint Sigint Cyber Unit (JSCU).
Als een van de diensten stuit op informatie die van belang kan zijn voor de opsporing van strafbare feiten, dan kan de minister of het hoofd van de dienst die op basis van art. 66 schriftelijk doorgeven aan het Openbaar Ministerie. Persoonsgegevens mogen alleen worden doorgegeven als de ontvanger ook de bevoegdheid heeft om eventuele maatregelen tegen de betreffende persoon te nemen (art. 68). Omgekeerd moet het Openbaar Ministerie de AIVD, dan wel de MIVD op de hoogte brengen van gegevens die voor deze diensten van belang kunnen zijn (art. 93).
Op grond van art. 91 kunnen de Nationale Politie, de Koninklijke Marechaussee, de Belastingdienst, de Immigratie- en Naturalisatiedienst en de Inspectie SZW taken ten behoeve van de AIVD uitvoeren. Bij de politie gebeurt dit door de Regionale Inlichtingendiensten (RID-Wiv). Op vergelijkbare wijze kan de marechaussee ook taken voor de MIVD uitvoeren (art. 92). Voor dergelijke taken staan de ambtenaren van deze diensten onder aanwijzingsbevoegdheid van het hoofd van de AIVD, resp. de MIVD en onder eindverantwoordelijkheid van de minister van Binnenlandse Zaken, resp. Defensie.
AIVD en MIVD kunnen op verzoek ook (technische) ondersteuning verlenen aan de politie en andere instanties die met strafvervolging belast zijn (art. 95).

### Buitenlands
Voor het aangaan van een samenwerkingsverband met een buitenlandse dienst is toestemming van de minister nodig, nadat eerst is afgewogen hoe de betreffende buitenlandse dienst er voor staat op het gebied van democratische inbedding, eerbiediging van de mensenrechten, professionaliteit en betrouwbaarheid, wettelijke bevoegdheden en mogelijkheden, alsmede het niveau van gegevensbescherming (art. 88). Dit wordt vastgelegd in een zogeheten wegingsnotitie.
Aan buitenlandse diensten waarmee een dergelijke samenwerkingsrelatie bestaat mogen gegevens worden verstrekt, mits dit niet tegen de belangen en de goede taakuitvoering van de Nederlandse diensten ingaat (art. 89 lid 1). Gaat het echter om ongeëvalueerde gegevens, dan is voorafgaande toestemming van de minister nodig (art. 89 lid 2). Deze toestemming hoeft niet door de TIB getoetst te worden. Ongeëvalueerde gegevens zijn vaak grotere hoeveelheden data, waarvan nog niet is beoordeeld of die relevant zijn voor de dienst.
Bij een dringende en gewichtige reden mogen zowel geëvalueerde als ongeëvalueerde gegevens ook worden gedeeld met buitenlandse diensten waarmee geen samenwerkingsrelatie bestaat. Ook hiervoor is toestemming van de minister vereist, zonder toetsing door de TIB (art. 64).
AIVD en MIVD mogen op verzoek van een buitenlandse dienst ook (technische) ondersteuning verlenen, mits dat niet tegen de belangen en de goede taakuitvoering van de Nederlandse diensten ingaat. Bovendien mag het er niet toe leiden dat een buitenlandse dienst zelf in Nederland gegevens kan gaan verzamelen. Er is tevens voorafgaande toestemming van de minister of van het hoofd van de dienst nodig (art. 89 leden 4-6). Omgekeerd mogen ook de Nederlandse diensten aan buitenlandse partnerdiensten ondersteuning verzoeken. Artikel 90 geeft daarvoor nadere regels.

## Toestemming en toetsing
Voor het stelselmatig verzamelen van informatie over bepaalde personen vanuit openbare bronnen is toestemming van de minister nodig, maar deze kan ook in mandaat door het hoofd, of in ondermandaat door een ambtenaar van de dienst gegeven worden (art. 38).
Toestemming door de minister
Voor de inzet van een van de bijzondere bevoegdheden is voorafgaande toestemming van de betrokken minister nodig: voor de AIVD is dat de minister van Binnenlandse Zaken, voor de MIVD die van Defensie. Op schriftelijk verzoek van het hoofd van de betreffende dienst, kan de minister deze toestemming verlenen voor een periode van maximaal 3 maanden, waarna een verzoek kan worden gedaan voor verlenging met dezelfde termijn (art. 29 en 30). Ook voor de verschillende vormen van samenwerking met buitenlandse diensten is toestemming van de minister nodig.
Toestemming door de rechtbank
Gaat het echter om het inzetten van een bijzondere bevoegdheid jegens een advocaat of een journalist, waarbij vertrouwelijke communicatie met een cliënt, respectievelijk gegevens over een bron vergaard kunnen worden, dan moet de rechtbank Den Haag toestemming geven. Dit gebeurt op verzoek van de minister voor een periode van maximaal 4 weken, met de mogelijkheid tot verlenging (art. 30). Wanneer in andere gevallen via een bijzondere bevoegdheid communicatie tussen een advocaat en diens cliënt verkregen wordt, moet deze direct worden vernietigd (art. 27 lid 2). In ministeriële beleidsregels werd nader bepaald dat gegevens over journalisten niet met buitenlandse diensten mogen worden gedeeld, tenzij dat in het belang van de nationale veiligheid is. Ook voor het openen van brieven en andere postzendingen is op grond van art. 13 van de grondwet voorafgaande toestemming van de rechtbank vereist.
Toetsing door de TIB
Voor de meeste bijzondere bevoegdheden is in de Wiv 2017 bepaald dat de toestemming van de minister nog eens (bindend) op rechtmatigheid moet worden getoetst door de nieuw ingestelde Toetsingscommissie Inzet Bevoegdheden (TIB). Deze bestaat uit drie leden, die op voordracht van de minister bij koninklijk besluit voor zes jaar worden benoemd. Minstens twee van de drie leden, waaronder de voorzitter, moeten minstens zes jaar als rechter werkzaam zijn geweest. De TIB beschikt over een eigen secretariaat (artt. 32 t/m 37).
De TIB voert regelmatig overleg met toezichthouder CTIVD (zie onder) om tot een eenduidige interpretatie van de Wiv 2017 te komen. Naar aanleiding van een dergelijk rechtseenheidsoverleg stuurden beide toezichthouders op 23 november 2018 twee brieven aan de Eerste en de Tweede Kamer, de ene over de inzet van bijzondere bevoegdheden in relatie tot de samenwerking met buitenlandse diensten en de andere over hoe geautomatiseerde analyse van metadata zal worden getoetst.

## Commissie van Toezicht
In de artikelen 97 t/m 134 regelt de wet de Commissie van Toezicht op de Inlichtingen- en Veiligheidsdiensten (CTIVD). Met ingang van deze nieuwe wet bestaat de commissie uit een afdeling toezicht en een afdeling klachtbehandeling.
- De afdeling toezicht houdt toezicht op de rechtmatigheid van de uitvoering van de Wiv en van de Wet veiligheidsonderzoeken (Wvo). Op basis daarvan wordt zowel het handelen van de AIVD als van de MIVD getoetst, waarbij de afdeling over verregaande onderzoeksbevoegdheden beschikt. De CTIVD brengt hierover niet-bindend advies uit aan de minister.
- De afdeling klachtbehandeling onderzoekt en beoordeelt klachten over de AIVD, de MIVD, de betrokken ministers en de coördinator van de inlichtingen- en veiligheidsdiensten, alsmede meldingen over vermoedelijke misstanden bij deze diensten. Het oordeel van de afdeling klachtbehandeling is bindend.[27]

De Commissie bestaat uit vier leden, waaronder een voorzitter, die voor een termijn van zes jaar op voordracht van de Tweede Kamer bij koninklijk besluit worden benoemd. De voorzitter van de Commissie is tevens voorzitter van de afdeling toezicht, waarnaast een lid van de Commissie als voorzitter van de afdeling klachtbehandeling fungeert. Beide afdelingen tellen drie leden, inclusief hun voorzitter. De Commissie wordt ondersteund door een eigen secretariaat.
Over door de CTIVD gedane onderzoeken worden rapporten opgesteld. Bovendien wordt elk jaar een verslag van de werkzaamheden uitgebracht aan de beide kamers van de Staten-Generaal. Zowel de rapporten als het jaarverslag zijn openbaar, maar kunnen een geheime bijlage bevatten die alleen door de leden van de Commissie voor de Inlichtingen- en Veiligheidsdiensten (CIVD, ook wel "Commissie Stiekem") van de Tweede Kamer gelezen mag worden.

## Evaluatie van de Wiv 2017
In artikel 167 van de Wiv 2017 is bepaald dat de regering elke 5 jaar een verslag over de doeltreffendheid en de effecten van deze wet naar de Tweede Kamer zal sturen. In het regeerakkoord voor het kabinet-Rutte III werd daar nog aan toegevoegd dat na twee jaar een onafhankelijke commissie zal beginnen met een eerste evaluatie van de Wiv 2017.
In november 2019 liet de verantwoordelijke minister weten dat er een evaluatiecommissie gevormd werd, die uiterlijk op 1 mei 2020 haar werk zou beginnen en naar verwachting maximaal 6 maanden daarvoor nodig zou hebben. Tot voorzitter van de commissie werd Renée Jones-Bos benoemd, voormalig Nederlands ambassadeur in Moskou en Washington.
Op 24 april 2020 benoemde minister Ollongren van Binnenlandse Zaken de volgende personen tot lid van de lid van de Evaluatiecommissie Wet op de inlichtingen- en veiligheidsdiensten 2017: mr. Th.P.L. Bot, prof. mr. E.J. Dommering, prof. dr. L.J. van den Herik, prof. dr. B.P.F. Jacobs, vice-admiraal b.d. W. Nagtegaal, en prof. mr. S.E. Zijlstra. De commissie publiceerde op 20 januari 2021 een openbaar rapport.
Naast de evaluatiecommissie deed ook de Algemene Rekenkamer onderzoek en wel speciaal naar wat de nieuwe Wiv betekende voor de slagkracht van de AIVD en de MIVD. Het rapport hierover werd op 22 april 2021 gepubliceerd.

## Aanpassingen van de Wiv 2017
Naar aanleiding van de kritiek die in de Tweede Kamer op de Wiv 2017 kwam, vaardigden de ministers van Binnenlandse Zaken en Defensie op 25 april 2018 beleidsregels uit waarin onder meer het volgende werd bepaald:
- Ongeëvalueerde gegevens uit ongerichte kabelinterceptie mogen alleen met een buitenlandse dienst worden gedeeld als er voor dat land een wegingsnotitie is opgesteld.
- Voor het bewaren van data uit de ongerichte kabelinterceptie moet na 1 jaar aan de minister om toestemming worden gevraagd om deze opnieuw een jaar te bewaren. De maximale bewaartermijn blijft 3 jaar.
- De inzet van de bijzondere bevoegdheden dient "zo gericht mogelijk" te gebeuren.
- Medische gegevens moeten in principe direct worden vernietigd.
- Gegevens die betrekking hebben op een journalist mogen niet met een buitenlandse dienst worden gedeeld, tenzij dat in het belang van de nationale veiligheid is.

Vervolgens kwam de regering in juli 2019 met een wetsvoorstel tot wijziging van de Wiv 2017, dat op 9 juni 2020 door de Tweede Kamer werd aangenomen. Met dit wetsvoorstel worden onder meer de volgende wijzigingen in de Wiv 2017 aangebracht:
- Zowel de algemene als de bijzondere bevoegdheden dienen "zo gericht mogelijk" plaats te vinden.
- De toetsingscommissie TIB krijgt plaatsvervangende leden.
- In noodgevallen mogen ook data worden gedeeld met een buitenlandse dienst waarmee geen samenwerkingsrelatie bestaat, wel is daarvoor toestemming van de minister vereist.
- Gegevens die onder de Wiv 2017 vallen zijn uitgesloten van de Wet open overheid (WOO).

Op 1 september 2023 stuurden minister Bruins Slot van Binnenlandse Zaken en Ollongren van Defensie de "Hoofdlijnennotitie wijziging Wiv 2017" naar de Tweede Kamer, met daarin een schets van hoe het kabinet beoogt de Wiv te wijzigen, onder meer naar aanleiding van de aanbevelingen van de evaluatiecommissie Jones-Bos.

## Tijdelijke wet specifieke voorzieningen
Vanwege het toenemende aantal digitale aanvallen vanuit landen als Rusland, China en Iran kwam het kabinet op 1 april 2022 met de "Tijdelijke wet onderzoeken AIVD en MIVD naar landen met een offensief cyberprogramma", kortweg de "Tijdelijke wet cyberoperaties", die op 1 december van dat jaar bij de Tweede Kamer werd ingediend.
Uit onvrede over dit wetsvoorstel legde het technisch lid van de Toetsingscommissie Inzet Bevoegdheden (TIB), Bert Hubert, op 9 september 2022 zijn functie neer. Het voorstel zou de bevoegdheden van de inlichtingendiensten verder uitbreiden, terwijl de mogelijkheden van de toezichthouder ingeperkt worden.
De Tijdelijke wet cyberoperaties voorziet in de volgende mogelijkheden, die alleen gelden voor operaties van AIVD en MIVD die gericht zijn tegen landen met een offensief cyberprogramma (nummering aangepast na de hieronder genoemde nota van wijziging):
Hackoperaties:
- Art. 4: Geen externe toestemming meer nodig voor de verkennende fase bij hackoperaties.
- Art. 5: Geen omschrijving van de technische risico's meer vereist bij hackoperaties.
- Art. 5: Toegestane hackoperaties mogen worden uitgebreid naar apparaten die door het target gehackt zijn.
- Art. 6  (vervallen bij de nota van wijziging): De bewaartermijn voor bulkdatasets uit hackoperaties mag met telkens een jaar worden verlengd.

Ongerichte interceptie:
- Art. 7 (nu art. 6): Verkennen ten behoeve van ongerichte interceptie hoeft niet meer “zo gericht mogelijk” te zijn, wel blijft externe toestemming vereist.
- Art. 8 (nu art. 7): Minder gedetailleerde omschrijving van datastromen en datareductie bij aanvragen voor ongerichte interceptie.
- Art. 9 (nu art. 8): In plaats van toetsing door de TIB komt bindend toezicht door de CTIVD voor geautomatiseerde (meta)data-analyse (GDA).

Overige onderwerpen:
- Art. 10 (nu art. 9): Uitbreiding van gerichte interceptie naar apparaten die door een target gehackt zijn.
- Art. 11 (nu art. 10): Uitbreiding van de opvraagbevoegdheid naar servers die door een target gehackt zijn.
- Artt. 12-15 (nu artt. 11-14): Geheel nieuwe beroepsprocedure sui generis waarbij de verantwoordelijke minister in beroep kan gaan bij Afdeling bestuursrechtspraak van de Raad van State tegen een bindend oordeel van de CTIVD en elk oordeel van de TIB.

### Nota van wijziging
Op 23 december 2022 kwam het kabinet met een nota van wijziging die de Tijdelijke wet cyberoperaties aanvult met twee onderwerpen waarvan aanvankelijk het voornemen bestond om die bij de algehele herziening van de Wiv 2017 te regelen. In overleg met de TIB en de CTIVD werd echter besloten om deze onderwerpen in de Tijdelijke wet cyberoperaties op te nemen, ondanks dat ze (anders dan de andere artikelen van de Tijdelijke wet) voor alle onderzoeken van de AIVD en de MIVD gelden. Om die reden werd de naam van het wetsvoorstel gewijzigd in "Tijdelijke wet specifieke voorzieningen onderzoeken AIVD en MIVD".
De aanvullingen in de nota van wijziging betreffen:
- De diensten kunnen de minister verzoeken om de bewaartermijn voor bulkdatasets die via een bijzondere bevoegdheid zijn verworven met telkens een jaar te verlengen (voor bulkdatasets uit ongerichte kabelinterceptie blijft echter de regeling van de Wiv 2017 gelden). De CTIVD krijgt de bevoegdheid om een bindend oordeel over de rechtmatigheid van zo'n verlenging uit te spreken. Bij weigering krijgt de minister c.q. de betreffende dienst de mogelijkheid van beroep bij de Afdeling Bestuursrechtspraak van de Raad van State. Voor eerder verzamelde bulkdatasets voorziet de nota van wijziging in een overgangsregeling.
- De TIB krijgt de bevoegdheid om een bindend oordeel te geven over toestemming van de minister voor het real time verzamelen van verkeers- en locatiegegevens, ook wel bekend als een "stomme tap".

In mei 2023 kwam de Raad van State met een kritisch advies over de nota van wijziging. Geadviseerd werd om de regeling voor bulkdatasets eerst van een betere onderbouwing en meer waarborgen te voorzien alvorens het voorstel naar de Tweede Kamer te sturen. Het kabinet nam deze aanbevelingen over en voegde middels de nota van wijziging de volgende artikelen aan de tijdelijke wet toe:
- Art. 14a: Bepaalt dat de volgende artikelen op alle onderzoeken van de AIVD en de MIVD van toepassing zijn.
- Art. 14b: Voor het gebruiken en op relevantie beoordelen van bovengenoemde bulkdatasets geldt een eindtermijn van anderhalf jaar.
- Art. 14ba: In geval van dringende redenen met het oog op de nationale veiligheid kan de minister voor deze bulkdatasets een nieuwe eindtermijn van maximaal 1 jaar vaststellen. Deze termijn kan met telkens maximaal 1 jaar verlengd worden.
- Art. 14c: Overgangsregeling die bepaalt dat de voorgaande twee artikelen ook van toepassing zijn op bulkdatasets die vóór inwerkingtreding van de tijdelijke wet zijn verworven.
- Art. 14d: Op de bewaartermijn van genoemde bulkdatasets houdt de CTIVD bindend toezicht en heeft de minister de mogelijkheid van beroep en een voorlopige voorziening bij de Afdeling bestuursrechtspraak van de Raad van State.
- Art. 14e: De toestemming voor het in real time opvragen van gegevens over het communicatieverkeer van een bepaalde gebruiker (een zogeheten "stomme tap") wordt onderworpen aan goedkeuring door de TIB.

De aangepaste nota van wijziging werd op 1 september 2023 naar de Tweede Kamer gestuurd. Op 24 oktober 2023 ging de Tweede Kamer akkoord met de Tijdelijkwe wet cyberoperaties, alleen de SP en FvD stemden tegen. De Eerste Kamer stemde op 12 maart 2024 in met het wetsvoorstel, daarbij stemden PvdD, GroenLinks-PvdA, FvD, OPNL, SP en Volt tegen.